# Baker Street (sang)
 For alternative betydninger, se Baker Street (flertydig). (Se også artikler, som begynder med Baker Street)
"Baker Street" er en sang skrevet af Gerry Rafferty, først udgivet i 1978.

## Hitlister
| Hitliste (1978)                       | Højeste placering |
| ------------------------------------- | ----------------- |
| Australia (Kent Music Report)         | 1                 |
| Østrig (Ö3 Austria Top 40)            | 4                 |
| Belgien (Ultratop 50 Flanderen)       | 9                 |
| Canada Top Singles (RPM)              | 1                 |
| Canada Adult Contemporary (RPM)       | 4                 |
| Ireland (IRMA)                        | 3                 |
| Holland (Dutch Top 40)                | 9                 |
| Holland (Single Top 100)              | 16                |
| New Zealand (RIANZ)                   | 4                 |
| South Africa (Springbok Radio)        | 1                 |
| Schweiz (Schweizer Hitparade)         | 2                 |
| UK Singles (OCC)                      | 3                 |
| US Billboard Hot 100                  | 2                 |
| US Easy Listening (Billboard)         | 4                 |
| US Cash Box Top 100                   | 1                 |
| Vesttyskland (Official German Charts) | 3                 |

| Hitliste (1990)         | Højeste placering |
| ----------------------- | ----------------- |
| UK Singles (OCC) Re-mix | 53                |

| Hitliste (2011)                   | Højeste placering |
| --------------------------------- | ----------------- |
| Tyskland (Official German Charts) | 69                |
| Holland (Single Top 100)          | 27                |
| Schweiz (Schweizer Hitparade)     | 53                |
| UK Singles (OCC)                  | 55                |

| Hitliste (1978)                       | Placering |
| ------------------------------------- | --------- |
| Australia (Kent Music Report)         | 10        |
| Austria (Ö3 Austria Top 40)           | 8         |
| Belgium (Ultratop Flanders)           | 63        |
| Canada Top Singles (RPM)              | 8         |
| Netherlands (Dutch Top 40)            | 77        |
| New Zealand (Recorded Music NZ)       | 21        |
| South Africa (Springbok)              | 16        |
| Switzerland (Schweizer Hitparade)     | 8         |
| UK Singles (OCC)                      | 17        |
| US Billboard Hot 100                  | 26        |
| US Cash Box Pop Singles               | 12        |
| West Germany (Official German Charts) | 8         |